# Hypogeomys
A Hypogeomys az emlősök (Mammalia) osztályának a rágcsálók (Rodentia) rendjébe, ezen belül a madagaszkáriegér-félék (Nesomyidae) családjába és a madagaszkáriegér-formák (Nesomyinae) alcsaládjába tartozó nem.

## Rendszerezés
A nembe 1 élő faj és 1 régen kihalt faj tartozik:
- †Hypogeomys australis G. Grandidier, 1903
- madagaszkári ugrópatkány (Hypogeomys antimena) A. Grandidier, 1869 - típusfaj